# Чистополье (Хабаровский край)
Чистопо́лье — село в Хабаровском районе Хабаровского края. Входит в состав Восточного сельского поселения.

## История
Дата образования 20 сентября 1938 года.
В 1969 г. указом президиума ВС РСФСР селение 4-го отделения опытно-показательного хозяйства ДальНИИСХ переименовано в село Чистополье.

## Население
| 1992 | 2002 | 2010 | 2011 | 2012 | 2021 |
| ---- | ---- | ---- | ---- | ---- | ---- |
| 213  | ↗287 | ↘262 | ↗263 | ↘255 | ↗325 |

## Инфраструктура
Дорога к селу Чистополье отходит от автотрассы Хабаровск — Комсомольск-на-Амуре в селе Мирное.
В селе Чистополье расположены подразделения научно-исследовательского института сельского хозяйства, на земельных угодьях выращиваются элитные семена и посадочный материал для сельхозпредприятий Дальневосточного региона.